# 福井県庁
福井県庁（ふくいけんちょう）は地方公共団体である福井県の行政機関（役所）である。

## 概要
現在の福井県庁（庁舎）は1981年9月に竣工したもので、福井城址内にある。本庁舎には福井県警察本部と福井県議会議事堂が隣接しており、近隣には福井市役所が所在する。
行財政改革の一環で、2009年3月31日付けで企業局を廃止した。その他、知事部局に新たに観光やふるさと納税、Uターン推進を専門にした観光営業部を2009年4月1日付けで設置した。
また、嶺南地方の出先機関として「嶺南振興局」を設けている。

## 歴史
- 1881年2月7日 - 「福井県」が発足。県庁を福井市に定める（初代庁舎は現在の西武福井店付近）。
- 1898年12月28日 - 福井市福井佐佳枝上町84番地に移転[1]。
- 1923年2月 - 福井城址に庁舎を移転開設。
- 1933年10月23日-10月29日：県内で陸軍特別大演習。県庁内に大本営が置かれ昭和天皇の行在所（宿泊所）となる[2]。
- 1968年10月1日 - 昭和天皇、香淳皇后が第23回国民体育大会に合わせて県内を行幸啓。県庁を訪問[3]。
- 1981年9月 - 現在の庁舎が完成。

## 組織
[表示]をクリックすると一覧を表示
- 知事
  - 副知事
    - 知事公室
      - 秘書課
      - 広報広聴課

    - 財政課
    - 税務課
    - 人物課
    - 財産活用課
    - 情報公開・法制課
    - 大学私学課
    - 地域戦略部
      - DX推進監
      - 新幹線・まちづくり対策監
      - 未来戦略課
      - 市町協働課
      - 電源地域振興課
      - 交通まちづくり課
      - 新幹線建設推進課
      - 統計情報課
      - 嶺南振興局

    - 交流文化部
      - 政策推進グループ
      - ブランド課
      - 定住交流課
      - 観光誘客課
      - 新幹線開業課
      - 文化課
      - スポーツ課

    - 安全環境部
      - 危機対策監
      - 政策推進グループ
      - 環境政策課
      - 県民安全課
      - 危機対策・防災課
      - 原子力安全対策課
      - 自然環境課
      - 循環社会推進課

    - 健康福祉部
      - 政策推進グループ
      - 地域福祉課
      - こども家庭課
      - 長寿福祉課
      - 障がい福祉課
      - 健康政策課
      - 地域医療課
      - 保健予防課
      - 医薬食品・衛生課

    - 産業労働部
      - 政策推進グループ
      - 経営支援課
      - 産業・サービス業振興課
      - 産業政策課
      - 国際経済課
      - 企業誘致課
      - 創業・経営課
      - 産業技術課
      - 労働政策課
      - 公営企業課

    - 農林水産部
      - 政策推進グループ
      - 流通販売課
      - 福井米戦略課
      - 中山間農業・畜産課
      - 園芸振興課
      - 水産課
      - 県産材活用課
      - 森づくり課
      - 農村振興課

    - 土木部
      - 政策推進グループ
      - 土木管理課
      - 道路建設課
      - 高規格道路課
      - 道路保全課
      - 都市計画課
      - 河川課
      - 砂防防災課
      - 港湾空港課
      - 建築住宅課
      - 公共建築課

    - 会計局
      - 会計課
      - 工事検査課

    - 議会事務局
      - 総務課
      - 議事調査課

    - 教育庁（教育委員会事務局）
      - 教育政策課
      - 学校教育振興課
      - 生涯学習課
      - 高校教育課
      - 義務教育課
      - 文化課
      - スポーツ保健課

    - 公安委員会
      - 警察本部

    - 選挙管理委員会事務局
    - 監査委員事務局
    - 人事委員会事務局
    - 労働委員会事務局
    - 収用委員会事務局
    - 福井海区漁業調整委員会
    - 福井県内水面漁場管理委員会

## 分庁舎・地区合同庁舎
- 福井県庁宝永分庁舎（福井市宝永二丁目） - 政府の福井春山合同庁舎へ移転した北陸財務局福井財務事務所の旧庁舎を取得。観光・インバウンド関係部署が入居する。過去には期間限定の部署（2018年度まで国体、2019年 - 2024年度は北陸新幹線開業関連の一部）も設置されていた。

地区単位で6つの合同庁舎を開庁しており、いずれにおいても設置しているのは会計室、県税の証明書交付窓口並びに農林関係部署。また福井・坂井を除く4庁舎には旅券窓口も設置。その4庁舎の至近には同じく地区単位に本所を置く土木事務所も所在し、福井土木事務所（福井市城東四丁目）だけが福井合同庁舎と（県庁とも）離れた立地となっている。
- 福井合同庁舎（福井市松本三丁目） - 福井県税事務所、納税推進室、計量検定所
- 坂井合同庁舎（坂井市三国町水居） - 三国土木事務所
- 奥越合同庁舎（大野市友江）
- 南越合同庁舎（越前市上太田町） - 丹南健康福祉センター武生健康福祉部
- 敦賀合同庁舎（敦賀市中央町一丁目） - 嶺南Ｅコースト計画室、嶺南振興局（二州企画振興室ほか）、嶺南教育事務所敦賀駐在
- 若狭合同庁舎（小浜市遠敷一丁目） - 嶺南振興局（局長・嶺南プロジェクト推進室・若狭企画振興室・税務部ほか）

ほか丹生郡越前町内郡（旧朝日町）に丹生合同庁舎があるが、同じ丹南地区にある南越合同庁舎入居部署への統合や同町道口（旧越前町）への移転によって2020年4月に県組織の入居部署が無くなり、以後は公益社団法人越前町シルバー人材センターのみが使用していたが、これも2023年に移転し閉鎖状態となっている。

## 主な出先機関
- 健康福祉部
  - 総合福祉相談所（障がい者、精神保健福祉）
  - 児童・女性相談所
    - 福井児童相談所
    - 福井女性相談支援センター(婦人相談所)

  - 健康福祉センター（保健所・福祉事務所、福井・坂井・奥越・丹南）
  - 動物愛護センター
  - 福井県立病院
- 農林水産部
  - 総合農林事務所（福井・坂井・奥越・丹南）
- 土木部
  - 土木事務所（福井・三国・奥越・丹南）
  - 福井港湾事務所
  - 福井空港事務所
- 嶺南振興局
  - 健康福祉センター（二州・若狭）
  - 土木事務所（敦賀・小浜）
  - 敦賀児童相談所
  - 敦賀港湾事務所
- 福井県立図書館
- 県外事務所
  - 東京事務所（東京都千代田区:都道府県会館）
  - 大阪事務所（大阪府大阪市中央区）
  - 京都事務所（京都府京都市中京区）
  - 名古屋事務所（愛知県名古屋市中村区）

## 広報番組
現在放送中の番組（2024年4月時点）
- 朝だよハピネスふくい - 福井放送（FBC）テレビ
- 輝け!福井チャレンジャー - 福井テレビジョン放送（FTB）
- ふくいチャレンジ通信〜県政ミニ情報 - FBCラジオ
- Happy!!福井に来とっけの〜 - FBCラジオ・RFラジオ日本共同制作
- 県政スポット - FM福井

かつて放送していた番組
- おはようふくい730 - FBCラジオ
- まちかど県政 - FBCテレビ及びFTBテレビ
- しあわせになるラジオ - FBCラジオ・RFラジオ日本共同制作